# Pogonocherus hispidus
Pogonocherus hispidus је врста инсекта из реда тврдокрилаца (Coleoptera) и породице стрижибуба (Cerambycidae). Сврстана је у потпородицу Lamiinae.

## Распрострањеност
Врста је распрострањена на подручју Европе, Русије, планини Кавказ, блиском Истоку и северној Африци. У Србији се среће спорадично, са нижим бројем налаза.

## Опис
Тело је црносмеђе. Чланци на антенама на основи су прстенасто беличасто томентирани. На темену нема тамних пега са длачицама. Пронотум је без глатког средњег ожиљка, али има две јаке, глатке бочне кврге, а са стране у средини су два трна. Скутелум је црно томентиран. Ребра су изразито бело томентирана са црним тачкама. Унутрашње дорзално ребро на врху елитрона има по два чуперка црних длака. Дужина тела је од 4 до 7 mm
*Не мешати са Pogonocherus hispidulus.
- Прстенасто беличасто томентиране антене

## Биологија
Животни циклус траје од једна до две године. Ларве су полифагне и развијају се две године у танким сувим гранама лишћара пречника 1-3 центиметара. Као биљка домаћин јавља се бршљан (Hedera). Одрасле јединке се срећу од априла до септембра.

## Синоними
- Cerambyx hispidus Linnaeus, 1758
- Eupogonocherus hispidus (Linnaeus) Villiers, 1978
- Cerambyx dentatus Geoffroy, 1785
- Pogonochaerus dentatus (Geoffroy) Severin, 1889